# エカテリーナ・ユンゲ
エカテリーナ・ユンゲ（露: Екатерина Фёдоровна Юнге / ラテン字母転写の例：Ekaterina Fyodorovna  Junge、結婚前の姓:トルスタヤ、 Tolstaya、1843年11月24日 - 1913年1月20日）はロシアの画家、著述家である。ロシアの文豪、レフ・トルストイの父親はエカテリーナ・ユンゲの父親のいとこで、エカテリーナは1890年代になって、レフ・トルストイの回想記を出版した。

## 略歴
サンクトペテルブルクに生まれた。貴族の家柄で父親のフョードル・ペトローヴィチ・トルストイ(Fyodor Petrovich Tolstoy: 1783-1873)はロシア帝国美術アカデミーの副会長で、エカテリーナは父親の2番目の配偶者の娘で、異母姉に作家のマリア・カメンスカヤがいる。有名な文学者レフ・トルストイ(1828-1910)の父親、ニコライ・イリッチ・トルストイ(Nikolai Ilyich Tolstoy:1794–1837)と父親はいとこである。
文学や音楽を愛する家庭で、多くの文化人を客として迎えた。10歳になる前のエカテリーナが父親の邸を訪れた、すでに有望な文学者と見なされていたレフ・トルストイに会ったことが、後に回想録に記されている。
1860年から1861年にかけて、両親と一緒にドイツとフランスを経てイタリアに旅し、ダヴィンチの壁画「最後の晩餐」に感銘を受けた。フィレンツェでロシア出身の画家、ニコライ・ゲーや、彫刻家のパルメン・ペトロヴィッチ・ザベロらに会った。
1863年9月に、眼科医で、サンクトペテルブルクの医学校の教授のエデュアルド・ユンゲと結婚した。夫は眼科の教授として働くとともに、ワイン用のブドウ栽培と育種の研究にも取り組んでいた。夫は1883年まで軍の医学校の校長をした後、農学校の校長に転じた。1883年にクリミアに広大な農地を購入し、ワイン造りの実験を始めた。
エカテリーナの画家としての活動は、画家の訓練を父親から受けた後、デュッセルドルフに旅し、風景画家のオスヴァルト・アッヒェンバッハと風俗画家のバンジャマン・ヴォーティエから指導を受け、パリに旅した時は風景画家のシャルル＝フランソワ・ドービニーの指導を受けた。水彩で風景を描き、ロシアの水彩画家協会の展覧会に出展した。1864年に美術アカデミーの展覧会で銀メダルを受賞した。
1882年から1887年まで、キエフの美術学校で教師として教え、後にモスクワの美術学校でも教えた。1885年に美術アカデミーの名誉会員の称号を得た。
レフ・トルストイとは1884年に再び会う機会があり、その後、連絡を取り合い、トルストイの小説『ハジ･ムラート』の執筆のための資料を提供したとされる。

## 作品

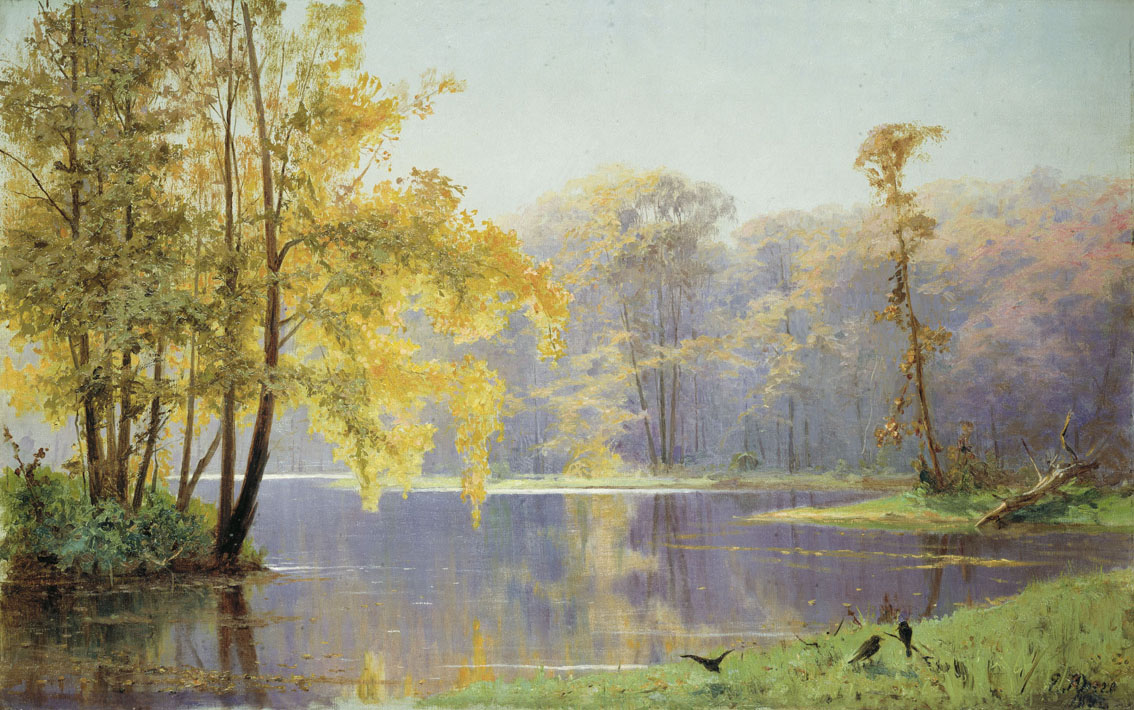
モスクワのレフォルトヴォ公園の秋の日(1892)
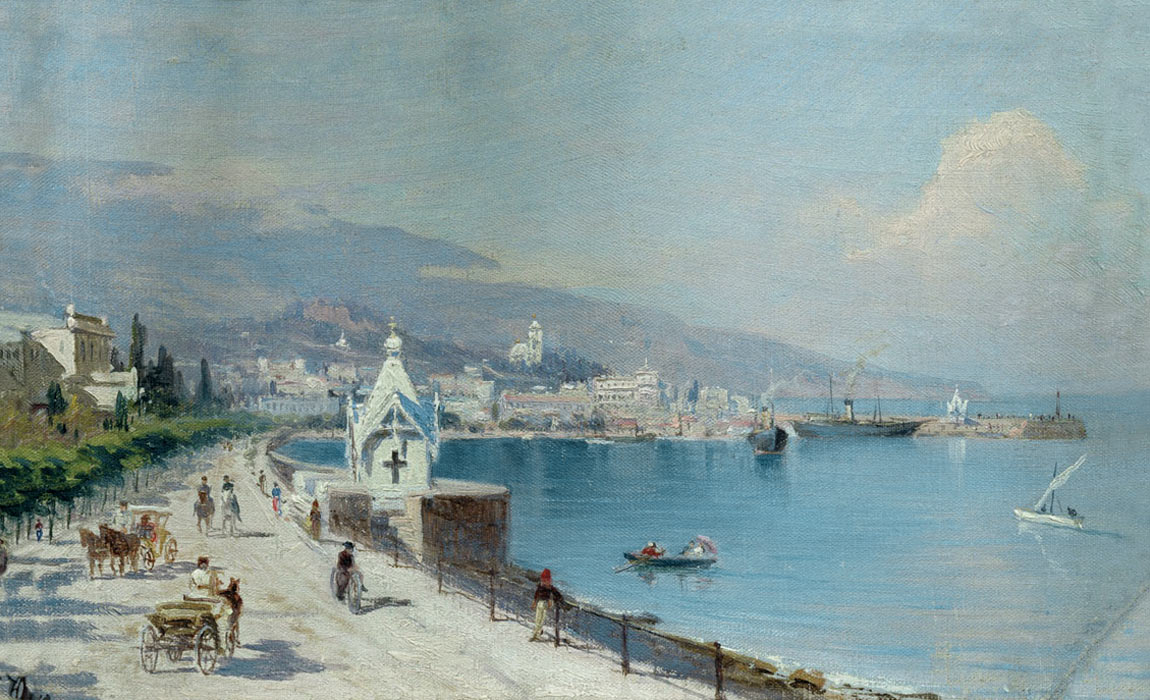
ヤルタの堤防(1880s)
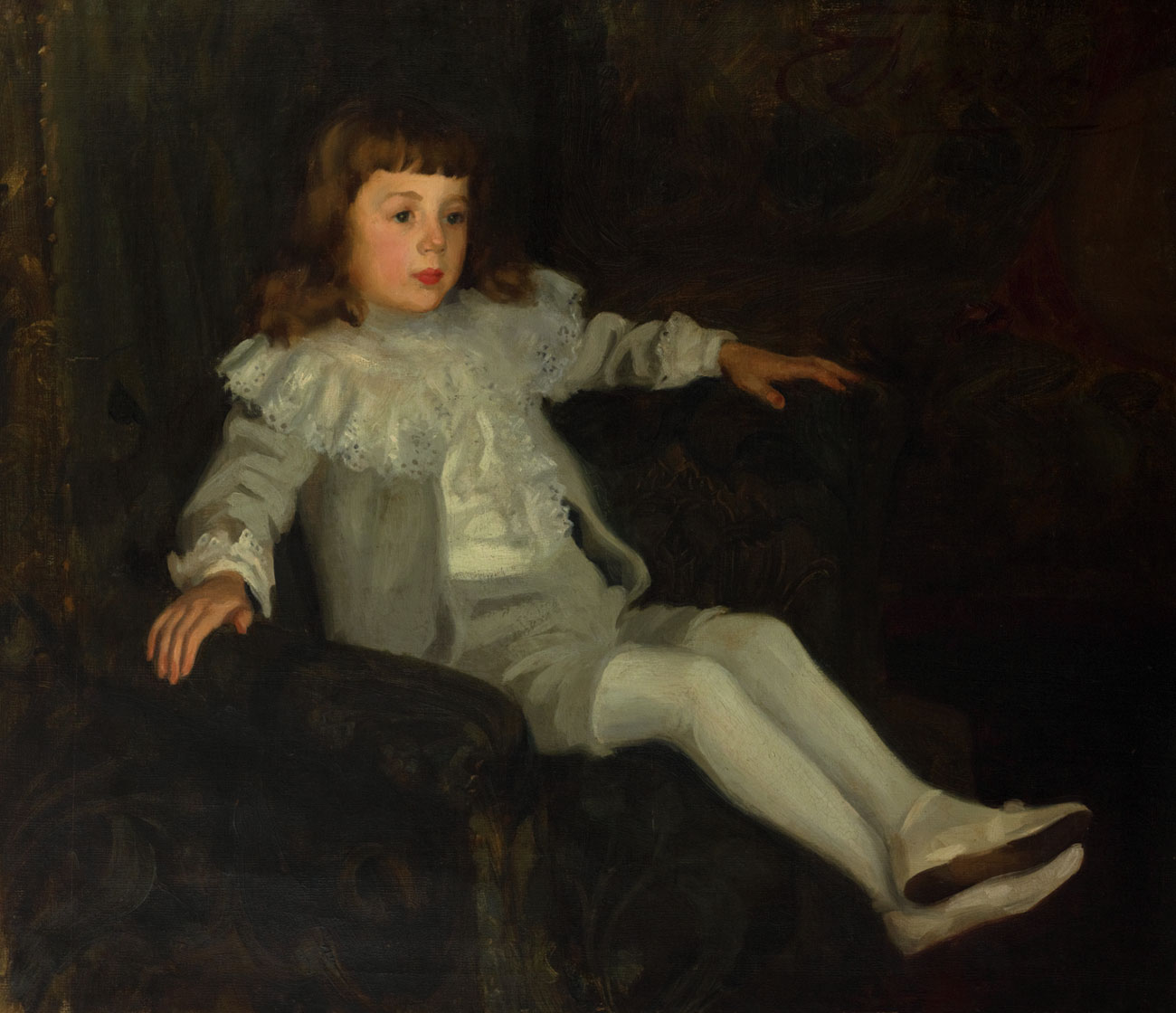
子供の肖像(1877)

## 著作
- F. P. Tolstoi, Kindheit und Jugend. In: Russisches Kunstarchiv, 1892.
- Из моих воспоминаній. Iz moikh vospominanīĭ. In: Westnik Jewropy, 1905 .
- Воспоминания: 1843–1860. Sphinks, Sankt Petersburg 1914.
- Воспоминания. Переписка. Сочинения. 1843–1911, Kutschkowo, Moskau 2017